# DJ Per
DJ Per, artiestennaam van Per Meijer (1963), is een Nederlandse dj en organisator. Sinds 1979 staat hij achter de draaitafels en heeft door de jaren heen verschillende stromingen bij het publiek weten te introduceren.
Onder zijn pionierswerk vallen de feesten van The BeatClub (1989, House), Timemachine (1989, Speed Garage), Earth (1999, Progressive) en het Ambient Weekend (1993, Ambient), waarmee deze muziekstijlen een stevige voet op Nederlandse bodem kregen.
Naast het organiseren van feesten en zijn werk als dj werd er in 2004 een start gemaakt met het artiestenmanagement Earth-bookings en audio label Earth-audio.

## Beknopte chronologie
| Jaar       | Evenement        | Locatie                      |
| ---------- | ---------------- | ---------------------------- |
| 1984-1986  | Het Bal          | Melkweg, Amsterdam           |
| 1986-1990  | DanceHallNight   | Melkweg, Amsterdam           |
| 1989-1992  | The Beatclub     | Nederland                    |
| 1989-1993  | Paradise         | Mazzo, Amsterdam             |
| 1989-1999  | Timemachine      | Melkweg, Amsterdam           |
| 1991       | Rave of the 90's | Ahoy, Rotterdam              |
| 1993       | Ambient Weekend  | Melkweg, Amsterdam           |
| 1993-1994  | GO               | Amsterdam                    |
| 1999-heden | Earth            | Melkweg, Paradiso, Amsterdam |

## Discografie
| Jaar |       | Titel                         | Artiest                              |                 | Label            |
| ---- | ----- | ----------------------------- | ------------------------------------ | --------------- | ---------------- |
| 1990 | ep    | Tune In                       | Quote Unquote (P.Meijer, C.Meijer)   | 12" vinyl       | Dance Opera      |
| 1994 | cd    | Paradise                      | DJ Per / various artists             | mix compilation | CNR Music        |
| 1995 | cd    | Per's Paradise 2              | DJ Per / various artists             | mix compilation | ID&T             |
| 1996 | cd    | Per's Paradise 3              | DJ Per / various artists             | mix compilation | ID&T             |
| 1996 | ep    | Clearcut                      | Rails Inc. (P.Meijer, S.Kleinenberg) | 12" vinyl       | Deal Rec.        |
| 1997 | cd    | Per's Paradise 4              | DJ Per / various artists             | mix compilation | ID&T             |
| 1999 | cd    | Timemachine (cd1)             | DJ Per / various artists             | mix compilation | Not On Label     |
| 1999 | track | This Generation               | PS (P.Meijer, S.Kleinenberg)         | track           | unknown          |
| 2002 | cd    | Earth Audio - The First Album | DJ Per / various artists             | mix compilation | Sony Music Media |